# Davalliaceae
Famille
La famille Davalliaceae est un taxon botanique qui regroupe des fougères de l'ordre des Polypodiales.
Davallia, genre le plus vaste de la famille, regroupe plusieurs espèces de fougères tropicales. Ce genre, comme la famille, doivent leur nom au botaniste anglo-helvétique, Edmund Davall (1763-1798).

## Genres
Selon NCBI (24 mai 2015) :
- Araiostegia
- Araiostegiella
- Davallia
- Davallodes
- Humata
- Paradavallodes
- Scyphularia
- Wibelia